# Kamień (Złotów)
Pour les articles homonymes, voir Kamień.
Kamień (prononciation : [ˈkamjɛɲ]) est un village polonais de la gmina de Złotów dans le powiat de Złotów de la voïvodie de Grande-Pologne dans le centre-ouest de la Pologne.
Il se situe à environ 11 kilomètres au nord-ouest de Złotów (siège de la gmina et du powiat), et à 115 kilomètres au nord de Poznań (capitale de la Grande-Pologne).
Le village possède une population de 370 habitants.

## Histoire
De 1975 à 1998, le village faisait partie du territoire de la voïvodie de Piła.

Depuis 1999, Kamień est situé dans la voïvodie de Grande-Pologne.